# Робертсон, Деннис
Деннис Робертсон (англ. Dennis Holme Robertson; 23 мая 1890, Лоустофт, Великобритания — 21 апреля 1963, Кембридж, Великобритания) — английский экономист.

## Биография
Сын священника Церкви Англии, учился в Итоне и Тринити-колледже (Кембридж), изучал экономику и классическую литературу. В 1920-е — 1930-е гг. сотрудничал с Кейнсом, вследствие внёс значительный вклад в развитие кейнсианства. Преподавал в Кембриджском и Лондонском университетах.

## Основные труды
- A study of industrial fluctuation (1915) Digital Book Index  (англ.)
- Money (1922)
- The control of industry (1923)
- Banking policy and the price level (1926)
- Essays in monetary theory (1940)
- Lectures on economic principles (1957—1959)